# Janina Kulczycka-Saloni
Janina Kulczycka-Saloni (ur. 16 czerwca?/29 czerwca 1912 w Petersburgu, zm. 26 lipca 1998 w Warszawie) – historyk literatury polskiej, profesor Uniwersytetu Warszawskiego; znawczyni i miłośniczka literatury pozytywistycznej, zwłaszcza twórczości Bolesława Prusa.

## Życiorys
Urodziła się w rodzinie Antoniego Kulczyckiego i Pelagii z d. Sorokin. Od 1919 mieszkała z rodzicami w Warszawie. W 1929 ukończyła gimnazjum Jadwigi Zaborowskiej-Michalskiej w Warszawie, w 1933 studia polonistyczne na Uniwersytecie Warszawskim (pod kierunkiem Józefa Ujejskiego). Po studiach pracowała jako nauczycielka w Gimnazjum i Liceum Anieli Wereckiej w Warszawie – do r. 1944 (w okresie okupacji działającym tajnie), współpracowała z pismami Polonista i Życie Literackie, od 1935 była członkiem Towarzystwa Literackiego im. Adama Mickiewicza, sekretarzem jego Oddziału Warszawskiego. Po powstaniu warszawskim trafiła do Lublina, gdzie rozpoczęła pracę w Spółdzielni Wydawniczej „Czytelnik”, kontynuowaną do 1946 roku w Łodzi. W tym roku obroniła na Uniwersytecie Warszawskim pracę doktorską poświęconą powieści Faraon Bolesława Prusa (jej promotorem był Julian Krzyżanowski). W latach 1948–1949 pracowała w Państwowym Instytucie Wydawniczym jako kierowniczka działu adiustacji i korekt, a od 1950 na Uniwersytecie Warszawskim. W roku 1954 uzyskała nominację na docenta, w 1960 – na profesora nadzwyczajnego, a w 1970 – profesora zwyczajnego.
Pełniła wiele funkcji uniwersyteckich, m.in. prodziekana Wydziału Filologicznego UW (1954–1958), prorektora UW (1962–1965),  dyrektora Instytutu Języka i Kultury Polskiej dla Cudzoziemców „Polonicum” (1968–1973), dyrektora Instytutu Filologii Polskiej (1973–1975) oraz dziekana Wydziału Polonistyki (1975–1976). Była też członkiem Komitetu Nauk o Literaturze PAN, w tym jego przewodniczącą (1970–1971). 
Aktywna w środowisku polskim i międzynarodowym, była członkiem kilku towarzystw naukowych, przede wszystkim Association internationale de littérature comparée (od r. 1976). Brała udział w kongresach i sympozjach naukowych i występowała z referatami w ośrodkach w Polsce i za granicą, m.in. w Petersburgu (gdzie odnowiła kontakt ze swą rosyjską rodziną), Moskwie, Paryżu, Aix-en-Provence, Nantes, Monachium, Pradze. Od 1984 była członkinią Towarzystwa Naukowego Warszawskiego.
Pod kierownictwem Kulczyckiej-Saloni napisano 15 prac doktorskich i ponad 100 magisterskich.
Należała do Polskiej Zjednoczonej Partii Robotniczej. Była członkiem egzekutywy Komitetu Uczelnianego PZPR na Uniwersytecie Warszawskim. W 1977 otrzymała tytuł doktora honoris causa Moskiewskiego Uniwersytetu Państwowego im. M.W. Łomonosowa, w 1980 została członkiem honorowym Towarzystwa Literackiego im. A. Mickiewicza.

W latach 1936–1949 była zamężna z Juliuszem Salonim. Matka Zygmunta Saloniego.

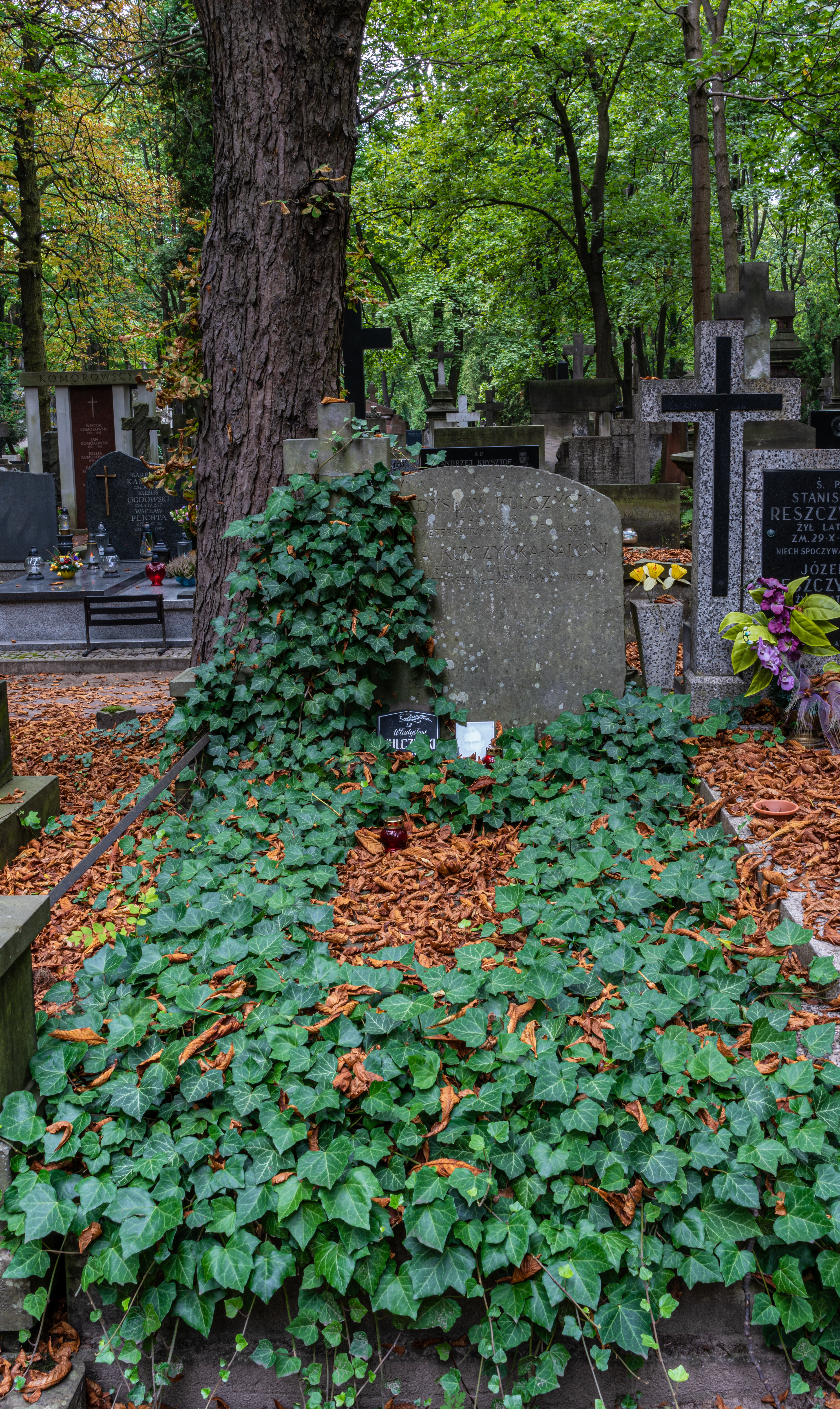
Grób prof. Janiny Kulczyckiej-Saloni na cmentarzu Powązkowskim

Zmarła w Warszawie, pochowana na cmentarzu Powązkowskim (kwatera 185-5-14).

## Najważniejsze prace
- 1946 – Bolesław Prus (monografia; kilkakrotnie przerabiana i wznawiana: wyd. IV – 1975).
- 1955 – O „Faraonie”. Szkice.
- 1966 – Henryk Sienkiewicz (opracowanie materiałów i wstęp).
- 1968 – (wspólnie z A. Nofer-Ładyką) Literatura polska drugiej połowy XIX wieku. Podręcznik dla II klasy liceum.
- 1969 – Nowelistyka Bolesława Prusa.
- 1970 – Życie literackie Warszawy w latach 1864–1892.
- 1971 – Pozytywizm.
- 1974 – Literatura polska lat 1876–1902 a inspiracja Emila Zoli.
- 1975 – Włodzimierz Spasowicz. Zarys monograficzny.
- 1985 – Programy i dyskusje literackie pozytywizmu. Antologia.
- 1988 – Na polskich i europejskich szlakach literackich: z pism rozproszonych 1985–1998.

## Ordery i odznaczenia
- Krzyż Komandorski Orderu Odrodzenia Polski (1980)
- Krzyż Kawalerski Orderu Odrodzenia Polski (1956)
- Medal 10-lecia Polski Ludowej (19 stycznia 1955)[7]
- Medal Komisji Edukacji Narodowej (1976)[1]
- Złota Odznaka honorowa „Za Zasługi dla Warszawy" (1974)
- Odznaka tytułu honorowego „Zasłużony Nauczyciel PRL” (1974)